# Два брата (баллада)
«Два брата» (англ. The Twa Brothers; Child 49, Roud 38) — англо-шотландская народная баллада. Фрэнсис Джеймс Чайлд в своём собрании приводит семь её вариантов. Все они были записаны в первой трети XIX века.
На русский язык балладу перевёл Герман Борисович Плисецкий.

## Сюжет
Два брата (их имена во всех вариантах одинаковы — Вилли и Джон) решают побороться друг с другом. Один повергает другого на землю и случайно (иногда — намеренно) наносит ему ножом смертельную рану. Тот просит омыть ему рану водой и (или) перевязать её лоскутами из своей рубахи. Эти действия проделываются, но кровь из раны не останавливается. Тогда брат просит другого отнести его на кладбище, вырыть могилу и опустить его туда. Он рассказывает брату, что говорить о причинах его отсутствия родным, в большинстве случаев прося скрыть факт его смерти, и только своей возлюбленной считает нужным поведать правду. Некоторые варианты заканчиваются здесь, в других далее следует диалог оставшегося в живых брата с родными. В некоторых версиях юноша испачкан в крови, и дальнейший разговор весьма схож с балладами «Эдвард» (англ. Edward, Child 13) и «Лиззи Уэн» (англ. Lizie Wan, Child 51) — поступок брата раскрывается и он вынужден покинуть семью. Также в конце может следовать эпизод, сходный с содержанием баллады «The Unquiet Grave» (Child 78) или некоторых вариантов «Клятвы верности» (англ. Sweet William's Ghost, Child 77), когда призрак убитого предстаёт перед своей возлюбленной, чтобы ту утешить, так как её скорбь мучительна для него.
Мотив братоубийства имеет очень широкое хождение в мировом фольклоре, однако нигде больше не встречаются сюжеты, где бы подчёркивалась непреднамеренность этого поступка. Данная баллада, вероятно, сложилась относительно поздно и недолго пребывала в устной форме, чему свидетельством одинаковые имена героев во всех её вариантах. Чарльз Киркпатрик Шарп высказал предположение (с ним согласился Уильям Мазеруэлл), что в основе сюжета баллады лежит история Сомервиллей, произошедшая в Эдинбурге в 1589 году, когда один брат случайно застрелил другого.